# Marco Onofrio
Marco Onofrio (nacido el 11 de febrero de 1971 en Roma, Italia) es un escritor, ensayista y crítico literario Italiano.

## Reseña biográfica
En 1995 se licenció, con sobresaliente, en Literatura Italiana contemporánea en la Universidad de Roma "La Sapienza", con una tesis sobre el poeta Dino Campana, con la que obtuvo el Premio Internacional "E. Móntale" en 1996. Se ocupa principalmente de Literatura Italiana moderna y contemporánea, en particular de los autores del siglo XX.
Estudia desde hace años la relación de los escritores italianos y extranjeros con la ciudad de Roma y las huellas que los cuartos de estar romanos han dejado en sus obras. También desarrolla actividad de crítico militante, cuanto al descubrimiento y a la valorización de las nuevas propuestas editoriales. Ha publicado muchos volúmenes de poesía y narrativa. Ha escrito decenas de prefacios y publicado centenares de artículos e intervenciones críticas en varios periódicos Italianos, entre otros en "Il Messaggero", "Il Tempo", "Lazio ieri e oggi”, "Studium", "Nuova Antologia", "Voce romana", "l’immaginazione", "Orlando". Entre las obras de narrativa, ha publicado la novela experimental "Senza cuore" (2012), los cuentos satíricos "La scuola degli idioti" (2013) y el cuento emocional "Diario di un padre innamorato" (2016), basado en la experiencia de la paternidad, dedicado a su hija Valentina. Con el poema dramático "Emporium. Poemetto di civile indignazione" Onofrio anticipó el movimiento de los "Indignados", tres años antes que el famoso panfleto "Indignez-vous!" (2011), de Stéphane Hessel. Inspirándose en los poemas filosóficos de "La presenza di Giano" el músico Marcello Appignani ha compuesto las músicas recogidas en el álbum "Natura viva con oboe, chitarra e violoncello", publicado por RAI Trade en septiembre de 2014.

## Distinciones
- 2009 Premio Carver, por "Ungaretti e Roma".[1]
- 2011 Premio Farina Archivado el 7 de agosto de 2017 en Wayback Machine. por "Emporium. Poemetto di civile indignazione".[2]
- 2012 Premio Internacional Di Liegro por el poema "Mito".
- 2013 Premio Pannunzio por "Nello specchio del racconto. L'opera narrativa di Antonio Debenedetti".[3]
- 2013 Premio Città di Torino por "Ora è altrove" (ISBN 978-88-7537-181-4).[4]
- 2013 Premio Internacional Città di Sassari por "Ora è altrove".[5]

## Volúmenes de ensayo y crítica literaria
- "Guido De Carolis. Pittura Luce Energia", 2007 (ISBN 978-88-87485-54-7).
- "Ungaretti e Roma", 2008 (ISBN 978-88-87485-77-6).
- "Dentro del cielo stellare. La poesia orfica di Dino Campana", 2010 (ISBN 978-88-96517-25-3).
- "Nello specchio del racconto. L’opera narrativa di Antonio Debenedetti", 2011 (ISBN 978-88-96517-46-8).
- "Non possiamo non dirci romani. La città eterna nello sguardo di chi l’ha vista, vissuta, scritta", 2013 (ISBN 978-88-98135-23-3).
- "Come dentro un sogno. La narrativa di Dante Maffìa tra realtà e surrealismo mediterraneo", 2014 (ISBN 978-88-7351-764-1).
- "Giorgio Caproni e Roma", 2015 (ISBN 978-88-98135-48-6).
- "Il graffio della piuma. Poetesse italiane fuori dal coro (2006-2016), 2017 (ISBN 978-88-98135-69-1).
- "Roma vince sempre. Scrittori Personaggi Storie Atmosfere", 2018 (ISBN 978-88-98135-80-6).
- "I Castelli Romani nella penna degli scrittori", 2018 (ISBN 978-88-96517-81-9).

## Volúmenes de poesía
- "Squarci d’eliso", 2002 (ISBN 9788881243136).
- "Autologia", 2005 (ISBN 978-88-8124-562-8).
- "D’istruzioni", 2006 (ISBN 978-88-8124-612-0).
- "Antebe. Romanzo d’amore in versi", 2007 (ISBN 978-88-6004-102-9).
- "È giorno", 2007 (ISBN 978-88-87485-63-9).
- "Emporium. Poemetto di civile indignazione", 2008 (ISBN 978-88-87485-74-5).
- "La presenza di Giano", 2010 (ISBN 978-88965-175-50).
- "Disfunzioni", 2011 (ISBN 978-88-97139-09-6).
- "Ora è altrove", 2013 (ISBN 978-88-7537-181-4).
- "Ai bordi di un quadrato senza lati", 2015 (ISBN 978-88-98243-22-8).
- "La nostagia dell’infinito", 2016 (ISBN 978-88-6881-103-7).